# Verkiezingen voor het Europees Parlement 2004/Kandidatenlijst/Nieuw Rechts
Hieronder volgt de kandidatenlijst voor de Europese Parlementsverkiezingen 2004 in Nederland van Nieuw Rechts.

## De lijst
1. Michiel Smit
2. Antonia Viljac
3. Koen Berghuis
4. Wim Elsthout
5. Inge Bleecke
6. Rene van Gool
7. Jan Jitse Visser
8. Betty Groothuizen-Trip
9. Marcel Bijsterveld
10. Peter Reedijk
11. Roald van der Tempel
12. Wouter Troost
13. Jannie de Gelder
14. Simon Schiffeleers
15. Rob Copier
16. Marc Wintermans
17. Frans Paalvast
18. Gabor Heeres
19. Anouschka van Corler
20. Cor Engelen
21. Ruud Buth
22. Leonie de Raad
23. Kenneth Tharmaratnam
24. Ade Jansen
25. Marc Bajema